# Szukó
Szukó (szlovákul: Sukov, ukránul:  Суків ) község Szlovákiában, az Eperjesi kerület Mezőlaborci járásában.

## Fekvése
Mezőlaborctól 5 km-re délre, a Laborc felső folyásától nyugatra fekszik.

## Története
A települést 1557-ben „Zuko” alakban említik először, ekkor 2 portája adózott a homonnai uradalomnak. 1649-től a Szirmay családé. 1715-ben malma és 15 háztartása volt. 1787-ben 44 házában 291 lakosa élt.
A 18. század végén Vályi András így ír róla: „SZUKO. Tót falu Zemplén Várm. földes Ura Szirmay Uraság, lakosai gör. katolikusok, fekszik Rokitótz, és Felső Csebinyéhez közel; hegyes, veres, és fejér agyagos határja 2 nyomásbéli, terem zabot, kevés tatárkát, és krompélyt; erdeje van, szőleje nints; zabbal bővelkedik, széna nélkűl szűkölködik; piatza Sztropkón.”
1828-ban 44 háza és 332 lakosa volt.
Fényes Elek 1851-ben kiadott geográfiai szótárában így ír a faluról: „Szukó, orosz falu, Zemplén vmegyében, Krasznibrodhoz 1 órányira: 330 g. kath., 5 zsidó lak., görög anyaszentegyházzal, 514 h. szántófölddel, malommal. F. u. Szirmay. Ut. p. Nagymihály.”
A 20. században a Wollman család birtoka. Lakói mezőgazdasággal, szénégetéssel, téglagyártással foglalkoztak.
Borovszky Samu monográfiasorozatának Zemplén vármegyét tárgyaló része szerint: „Szukó, ruthén kisközség. Van 45 háza és 293 gör. kath. vallású lakosa. Postája Hegyescsaba, távírója Alsócsebény, vasúti állomása Mezőlaborcz. A homonnai uradalomhoz tartozott s az újabb korban a Szirmayak voltak az urai, kiket már 1649-ben iktattak részeibe. Most Wollmann Kázmérnénak van itt nagyobb birtoka. Nevezetes kőolaj-forrása. Gör. kath. temploma 1660-ban épült, de 1859-ben megújították.”
1914–15-ben súlyos harcok folytak itt a Monarchia csapatai és az orosz seregek között. 1920 előtt Zemplén vármegye Mezőlaborci járásához tartozott.
Lakói később főként Homonna és Mezőlaborc üzemeiben dolgoztak.

## Népessége
| Év:            | 1994. | 2004.   | 2014.   | 2024.    |
| -------------- | ----- | ------- | ------- | -------- |
| Emberek száma: | 138   | 137     | 127     | 149      |
| Eltérés:       |       | -0,72 % | -7,29 % | +17,32 % |

| Év:            | 2023. | 2024.   |
| -------------- | ----- | ------- |
| Emberek száma: | 148   | 149     |
| Eltérés:       |       | +0,67 % |

1910-ben 299, túlnyomórészt ruszin lakosa volt.
2001-ben 153 lakosából 82 szlovák, 54 ruszin és 11 ukrán volt.
2011-ben 136 lakosából 66 ruszin és 54 szlovák.

## Nevezetességei
Görögkatolikus temploma a 18. század első felében épült barokk stílusban a korábbi, 1660-ban épített templom helyén.